# Bob van Aalen
Bob van Aalen (26 mei 1965) is een voormalig Nederlands honkballer.
Van Aalen kwam tussen 1982 en 1989 uit in het eerste herenhonkbalteam van Neptunus als tweede honkman. In totaal speelde hij 617 wedstrijden waarin hij 693 honkslagen sloeg en tien homeruns liep. Hij sloot zijn loopbaan met een slaggemiddelde van .307 af.
Van Aalen kwam ook uit voor het Nederlands honkbalteam waarvoor hij 37 interlands speelde en waarmee hij onder meer deelnam aan het wereldkampioenschap in Canada in 1990.
Voor zijn verdiensten voor zijn vereniging werd hij in 2000 geëerd toen zijn shirtnummer 22 uit de roulatie werd genomen bij Neptunus als zogenaamd Retired number.